# Стшельце-Мале (Великопольське воєводство)
Стшельце-Мале (пол. Strzelce Małe) — село в Польщі, у гміні П'яскі Гостинського повіту Великопольського воєводства.
Населення — 171 особа (2011).
У 1975-1998 роках село належало до Лешненського воєводства.

## Демографія
Демографічна структура станом на 31 березня 2011 року:
|          | Загалом | Допрацездатний вік | Працездатний вік | Постпрацездатний вік |
| -------- | ------- | ------------------ | ---------------- | -------------------- |
| Чоловіки | 80      | 22                 | 51               | 7                    |
| Жінки    | 91      | 18                 | 49               | 24                   |
| Разом    | 171     | 40                 | 100              | 31                   |